# اقتصاد سئول
سئول پایتخت کره جنوبی، خانه گروه‌های تجاری بزرگ جهانی مانند گروه هیوندای موتور، گروه اس‌کی، ال‌جی کرپوریشن، هانوا، گروه جی‌اس، گروه کی‌بی، گروه سی‌جی و سامسونگ است که رتبه پنجم در تولید ناخالص داخلی شهری جهانی و رتبه دوم در تولید ناخالص داخلی شهرهای آسیایی محسوب می‌شود. بخش خدمات بیشترین سهم نیروی کار شهر را به خود اختصاص داده است. مرکز امور مالی کشور و سئول در جزیره یوییدو واقع شده که مقر اصلی بورس‌ها و بانک‌ها در آنجا است. این جزیره نمایشگاه‌های تجاری سالانه زیادی برگزار می‌کند.
بر اساس اعلام اتحادیه انجمن‌های بین‌المللی، سئول شهری است که میزبان بیشترین کنفرانس‌های بین‌المللی در آسیا است. رقابت مالی جهانی سئول از بین ۱۳۰ شهر در رتبه ۱۰ قرار دارد.
سئول دارای سه ناحیه تجاری مرکزی است؛ مرکز شهر سئول (CBD)، گانگنام (GBD) و یوییدو (YBD). مرکز شهر سئول، که دارای ۶۰۰ صد سال سابقه به عنوان منطقه تجاری در کل کره است، اکنون منطقه ای متراکم در اطراف گوانگوامون و چئونگی‌چئون با دفاتر مرکزی شرکت‌های بزرگ، موسسات مالی خارجی، بزرگ‌ترین خبرگزاری‌ها و شرکت‌های حقوقی است. دو منطقه تجاری دیگر در دهه ۱۹۷۰ توسعه یافته‌اند که ویژگی‌های متفاوتی دارند. در حالی که گانگنام برای صنایع فنی، لوکس و آموزش خصوصی به خوبی شناخته شده، یوییدو برای مبادلات اوراق بهادار و مدیریت دارایی مشهور است.
از آنجایی که بخش قابل توجهی از اقتصاد کره جنوبی توسط شرکت‌های تولیدی و فناوری پیش می‌رود، بازار اداری در سئول توسط شرکت‌های FIRE هدایت نمی‌شود. در عوض، صنایع متنوع تقاضا برای دفتر در مناطق تجاری مرکزی در سئول ایجاد می‌کند. این ویژگی به وضوح در مرکز شهر سئول مشهود است، جایی که دفتر مرکزی اکثر شرکت‌های خارجی بدون در نظر گرفتن صنعت‌شان، شعبه کره جنوبی است. در همین حال، بازار اداری گانگنام نیز توسط صنایع مختلف حفظ می‌شود، اما بیشتر اجزای آن از خرده‌فروشی‌های فناوری و لوکس می‌آیند. اکثر موسسات مالی، به ویژه بیشتر شرکت‌های بومی کارگزاری سهام در یوییدو ساکن هستند.

## صنعت
صنایع تولیدی سنتی و پرکار به‌طور مداوم با فناوری اطلاعات، الکترونیک و صنایع مونتاژی جایگزین شده‌اند؛ با این حال، تولید غذا و نوشیدنی و همچنین چاپ و نشر همچنان در میان صنایع اصلی باقی مانده‌اند. مقر اصلی تولیدکنندگان در سئول است از جمله سامسونگ، ال‌جی، هیوندای، کیا موتورز و گروه اس‌کی. شرکت‌های مهم مواد غذایی و نوشیدنی عبارتند از هایت جینرو که نوشیدنی سوجو آن پرفروش‌ترین نوشیدنی الکلی در جهان است، به طوری که از ودکا اسمیرنوف نیز پیشی گرفته است؛ سئول همچنین میزبان غول‌های غذایی مانند تعاونی لبنیات سئول، گروه نونگشم، گروه سی‌جی، Orion, Maeil Holdings, Namyang Dairy Products و Lotte است.

## فروشگاه‌داری
بزرگ‌ترین بازار عمده فروشی و خرده فروشی در کره جنوبی، بازار دانگ‌دیمون، در سئول واقع شده است. میونگ‌دونگ یک منطقه خرید و سرگرمی در مرکز شهر سئول با فروشگاه‌های متوسط تا سطح بالا، بوتیک‌های مد و فروشگاه‌های تجاری بین‌المللی است. بازار نامدائمون که از نام دروازه نامدائه‌مون نامگذاری شده، قدیمی‌ترین بازار دائمی در سئول است. اینسا-دونگ بازار هنر فرهنگی سئول است که در آن آثار هنری سنتی و مدرن کره‌ای مانند نقاشی، مجسمه‌سازی و خوشنویسی به فروش می‌رسد. بازار هوانگاک-دونگ و بازار عتیقه جانگانپیونگ نیز محصولات عتیقه ارائه می‌دهند.